# Fremont (California)
Fremont (pronunciado / friːmɒnt /) es una ciudad en el condado de condado de Alameda, California, ubicada en la subregión de East Bay del Área de la Bahía de San Francisco. Fremont tiene una población en crecimiento de alrededor de 230.504 habitantes, lo que la convierte en la cuarta ciudad más poblada del Área de la Bahía, detrás de San José, San Francisco y Oakland. Es la ciudad de East Bay más cercana a Silicon Valley y tiene una fuerte presencia en la industria tecnológica.
Los orígenes de la ciudad se encuentran en la comunidad que surgió alrededor de la Misión San José, fundada en 1797 por los españoles bajo el mando del Padre Fermín Lasuen. Fremont se incorporó el 23 de enero de 1956, cuando las antiguas ciudades de Misión San José, Centerville, Niles, Irvington y Warm Springs se unificaron en una sola ciudad. Fremont lleva el nombre de John C. Frémont, un general que ayudó a liderar la conquista estadounidense de California desde México y luego se desempeñó como gobernador militar de California y luego como senador de los Estados Unidos.

## Educación
El Distrito Escolar Unificado de Fremont gestiona escuelas públicas.